# Урош Луковић
Урош Луковић (Београд, 8. јун 1989) српски је кошаркаш. Игра на позицији центра.

## Каријера
Луковић је прошао млађе категорије београдског Торлака да би у августу 2007. потписао четворогодишњи уговор са ФМП-ом. Наступао је за други тим ФМП-а а за сезону 2009/10. је позајмљен Радничком баскету. Након што је раскинуо уговор са ФМП-ом, у марту 2011. је потписао за шпанску Сарагосу. Наступао је за Сарагосину филијалу у четвртој шпанској лиги. У априлу 2011. је сломио ногу након чега није играо до краја сезоне. У јануару 2012. потписао је за Куманово, у којем је остао до краја такмичарске 2012/13.
Сезону 2013/14. почео је у естонском Тартуу, али се након само месец дана вратио у Куманово у којем проводи остатак сезоне. Наредну 2014/15. сезону почео је у екипи Кожува, али се у децембру 2014. вратио у Куманово. У децембру 2015. напустио је Куманово и прешао у МЗТ из Скопља до краја 2015/16 сезоне. Са МЗТ-ом је освојио првенство и куп Македоније 2016. године. У сезони 2016/17. наступао је за београдски Партизан.
У јулу 2017. потписао је уговор са Морнаром из Бара. Уврштен је у идеалну петорку Јадранске лиге за сезону 2017/18. Такође је у овој сезони са екипом Морнара освојио титулу првака Црне Горе, прву у историји клуба, чиме је прекинута 11-огодишња доминација Будућности. У екипи Морнара је провео четири сезоне, а поред домаћих такмичења наступао је са клубом и у Еврокупу и ФИБА Лиги шампиона. У јулу 2021. потписао је једногодишњи уговор са Задром. Наступио је за Задар у уводних девет кола такмичарске 2021/22. у Јадранској лиги, након чега је 30. новембра 2021. споразумно раскинуо уговор са клубом. У децембру 2021. потписао је уговор са Ловћеном. За Ловћен је наступио на три утакмице Друге Јадранске лиге након чега је напустио клуб. У јануару 2022. потписао је за Металац из Ваљева. Првог децембра 2023. вратио се у Морнар из Бара. У октобру 2024. по трећи пут у каријери је потписао за Куманово.

## Приватни живот
Урош потиче из кошаркашке породице. Његов отац Љубисав је бивши кошаркаш, а потом и кошаркашки тренер. Његов рођени брат Марко као и рођена сестра Бранка такође су кошаркаши.

## Успеси

### Клупски
- МЗТ Скопље:
  - Првенство Македоније (1): 2015/16.
  - Куп Македоније (1): 2016.
- Морнар Бар:
  - Првенство Црне Горе (1): 2017/18.

### Појединачни
- Идеална стартна петорка Јадранске лиге (1): 2017/18.